# Sofia Pettersson
Sofia Pettersson, född 30 december 1970 i Kristinehamn, är en svensk jazzsångerska, kompositör, låtskrivare och sångpedagog.
Sofia Pettersson studerade vid Musikhögskolan i Malmö och skivdebuterade med Oasis år 1998. Hon har inspirerats av Stevie Wonder och Donny Hathaway och av sångare i amerikansk folktradition som Paul Simon och Joni Mitchell.
Sofia Pettersson bor sedan 1999 i Stockholm.

## Diskografi
- 1998 – Oasis (Sittel, SITCD 9253)
- 2002 – Slow Down (Prophone, PCD 066)
- 2004 – That's Amore (Prophone, PCD 074)
- 2006 – Still Here (ajabu, AJABUCD 003-X)
- 2008 – In Another World (Prophone, PCD 092)
- 2011 – Det liknar ingenting (Prophone, PCD 105)